# 文溪水库
文溪水库是中国福建省泉州市南安市境内的一座水库，位于晋江东溪上，建于1967年。水库正常库容为932万立方米，集雨面积为21平方千米，海拔为198米。